# Redvitt band
Redvitt band var en svensk dans- och underhållningsorkester baserad i Helsingborg, vilken gjorde ett stort antal grammofoninspelningar under 1920- och 1930-talen. 
Stommen i orkestern utgjordes av violinisten Sven Andersson, pianisten Sander (eller Zander) Ahlqvist (född 1898) och trumslagaren Malte J:son Jibe; dessa tre framträdde även, åtminstone på skiva, under namnet "Sven - Zander - Jibe Danstrio", och trions inspelning av 12-te gatans ragtime (Euday Bowmans 12th Street Rag) från 1928 finns återutgiven på LP/CD inom projektet Svensk jazzhistoria. Andersson och Ahlqvist hade dock redan så tidigt som 1919 gjort inspelningar som dragspels- och fiolduo för Ernst Rolfs skivmärke Rolf Succès och framträdde som sådan duo även på inspelningar för Odeon och Polyphon under första halvan av 1920-talet.
Som full orkester medverkade Redvitt band mellan åren 1927 och 1932 på ett stort antal skivinspelningar för Columbia (Svensk mediedatabas ger nära 200 träffar på orkesterns namn). Detta berodde på att Columbias svenska agent vid denna tid var firma C. B. Strandqvist i Helsingborg, varigenom detta skivmärke kom att bli ett av de få i dåtidens Sverige som i större utsträckning dokumenterade orkestrar verksamma utanför Stockholm. Utöver en lång rad instrumentala nummer gjorde Redvitt band även inspelningar med sångare som Carl Leonard ("den sjungande spårvagnschauffören"), Erik Källqvist, Torbern Cassel och Adolf Jahr. Bandet ackompanjerade även Evert Taube på ett antal inspelningar i juni 1928.
Merparten av Redvitt bands inspelningar gjordes i Helsingborg där bland annat festsalen på Hotell Mollberg användes som inspelningsstudio. Orkestern gjorde dock även (tillsammans med bland annat Svenska Paramountorkestern) inspelningar i London, Köpenhamn samt - mot slutet av sin skivkarriär - i Stockholm.
Bland musiker som medverkade i Redvitt band märks bland annat den då endast 15-årige trumpetaren Gösta "Tönne" Törnblad, senare känd kapellmästare på danspalatset Arena i Malmö, vilken kan höras som "hot" trumpetsolist på bandets inspelning av Jag skall be att få en liten väninna från november 1929.